# Aubenas-les-Alpes
Pour les articles homonymes, voir Aubenas (homonymie) et Alpes (homonymie).
Aubenas-les-Alpes (Aubenàs leis Aups en vivaro-alpin et en provençal) est une commune française, située dans le département des Alpes-de-Haute-Provence en région Provence-Alpes-Côte d'Azur.

## Géographie

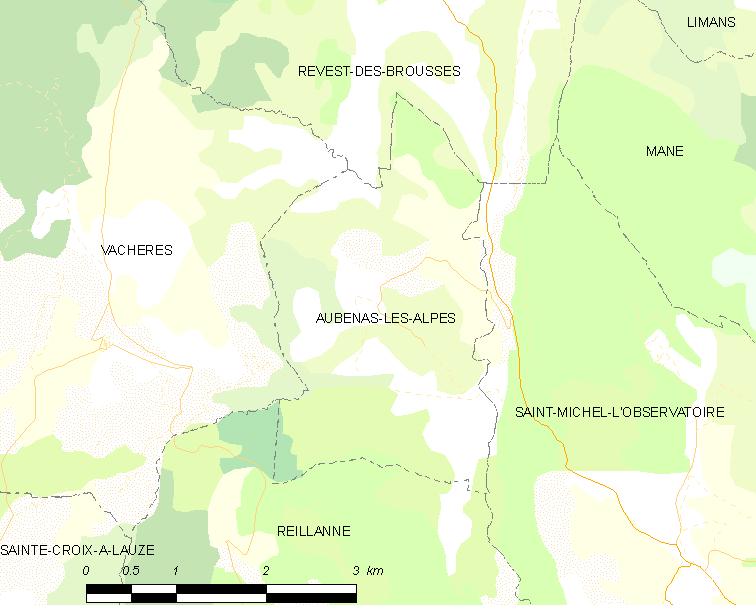
Aubenas-les-Alpes et les communes voisines (Cliquez sur la carte pour accéder à une grande carte avec la légende).

La commune fait partie du parc naturel régional du Luberon, inclus dans la réserve naturelle géologique du Luberon, et est proche de Saint-Michel-l'Observatoire. Le village est situé à 650 m d’altitude.
Les communes limitrophes d’Aubenas-les-Alpes sont Revest-des-Brousses, Saint-Michel-l'Observatoire, Reillanne et Vachères.

### Géologie
Les sols de la commune se sont formés sur un substrat principalement calcaire ; ce calcaire est d’ailleurs utilisable pour couvrir les habitations. Le village est cependant implanté sur une colline de marnes rouge de l'Oligocène ayant livré des ossements de grands mammifères et de reptiles (crocodile et tortue). Dans le vallon de l'Aiguebelle (ruisseau qui ne tarit jamais, même par les plus grandes sécheresses) des fossiles de végétaux et de poissons (Smerdi macrurus) ont aussi été trouvés. Ces deux gisements sont classés réserves géologiques (inclus dans la Réserve naturelle géologique du Luberon), tout ramassage y est interdit. Des panneaux d'informations sont placés à proximité des sites. Une sélection des fossiles découverts est visible au musée de Vachères (commune voisine) et à la Maison du Parc naturel régional du Luberon, à Apt dans le Vaucluse, et au Muséum national d'histoire naturelle à Paris (Jardin des plantes).[réf. souhaitée]
Le long du Largue et de l'Aiguebelle, et vers Vachères et Le Revest-des-Brousses, les calcaires de l'Oligocène renferment des loupes de silex brun, brun noir, qui ont été intensivement exploités du Paléolithique moyen (industrie type Levallois) à la fin du Néolithique. Ces silex ont été exportés dans tout le Sud-Est de la France, jusqu'en Italie par les hommes du Néolithique.[réf. souhaitée]

### Relief

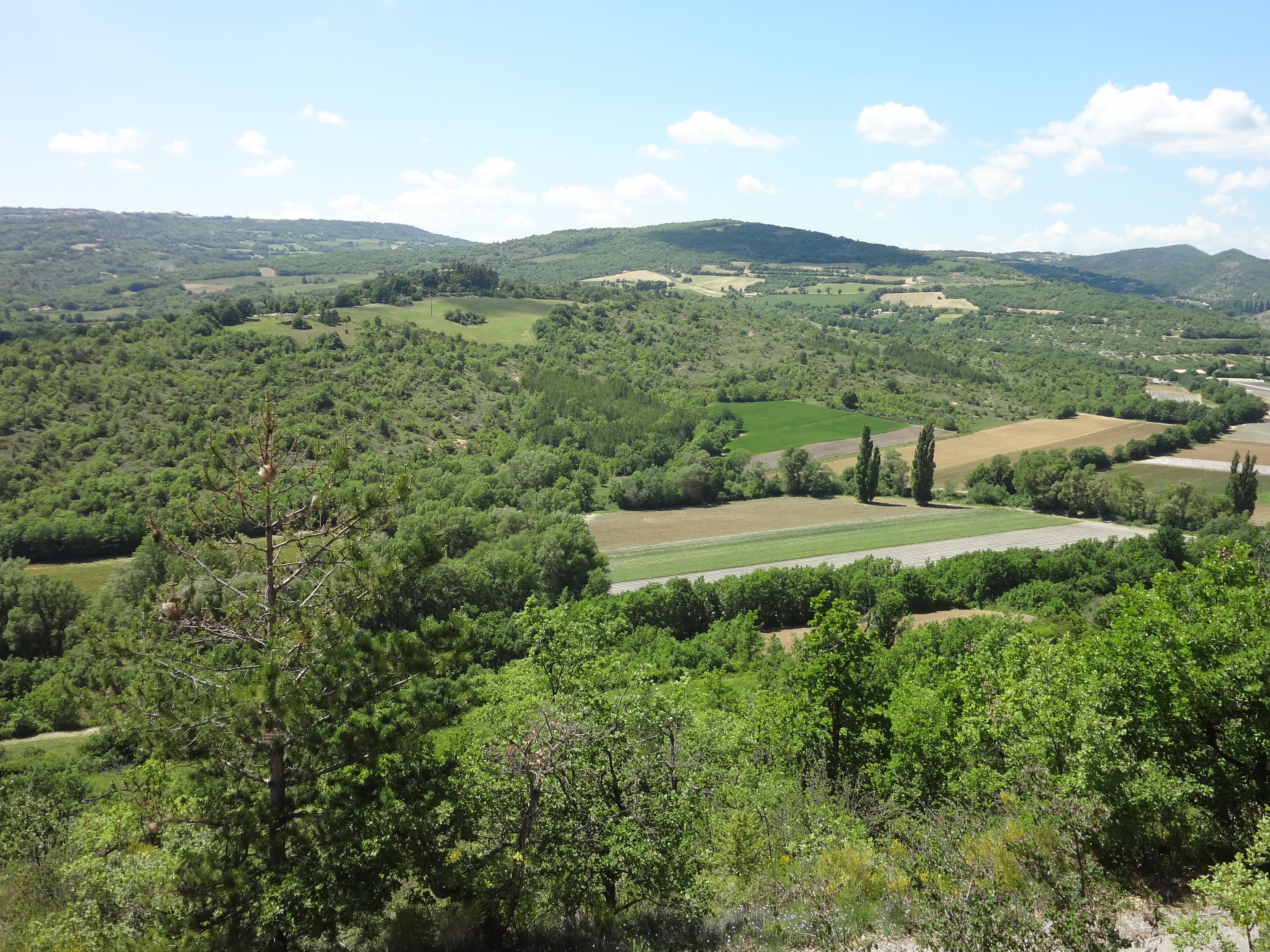
Collines de faible relief dans le sud de la commune.

### Transports

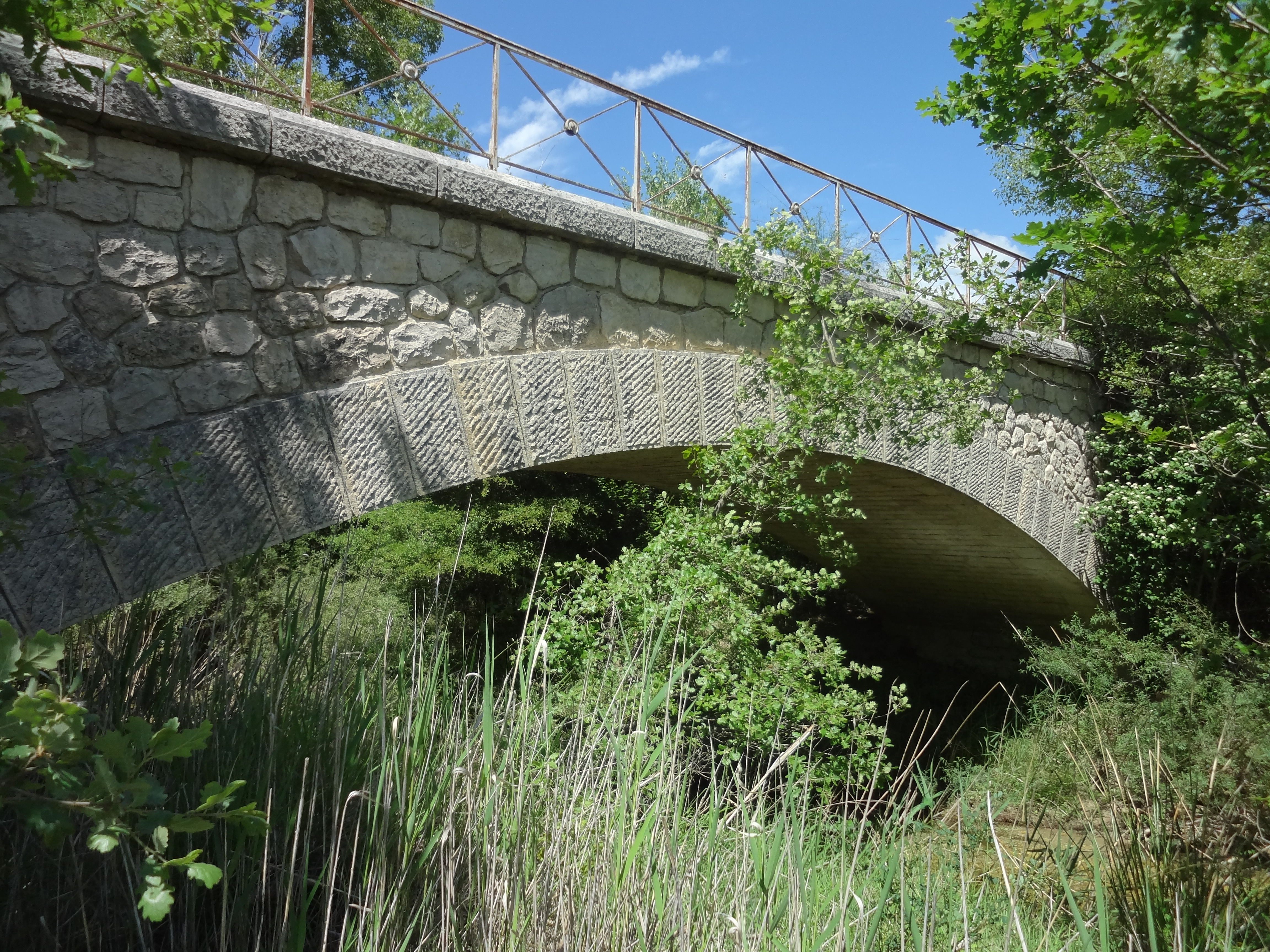
Pont d'un chemin communal sur le Largue.

La commune d'Aubenas-les-Alpes est desservie par la départementale RD 555, qui s'embranche sur la RD 5 entre Revest-des-Brousses et Saint-Michel-l'Observatoire.

### Hydrographie
Aubenas-les-Alpes est arrosé par le Largue, rivière de 55,40 km, affluent de la Durance, et par l’Aiguebelle.

### Climat
Pour des articles plus généraux, voir Climat de Provence-Alpes-Côte d'Azur et Climat des Alpes-de-Haute-Provence.
En 2010, le climat de la commune est de type climat méditerranéen altéré, selon une étude du Centre national de la recherche scientifique s'appuyant sur une série de données couvrant la période 1971-2000. En 2020, Météo-France publie une typologie des climats de la France métropolitaine dans laquelle la commune est exposée à un climat de montagne ou de marges de montagne et est dans la région climatique Provence, Languedoc-Roussillon, caractérisée par une pluviométrie faible en été, un très bon ensoleillement (2 600 h/an), un été chaud (21,5 °C), un air très sec en été, sec en toutes saisons, des vents forts (fréquence de 40 à 50 % de vents > 5 m/s) et peu de brouillards.
Pour la période 1971-2000, la température annuelle moyenne est de 12,1 °C, avec une amplitude thermique annuelle de 17 °C. Le cumul annuel moyen de précipitations est de 831 mm, avec 6,2 jours de précipitations en janvier et 3,5 jours en juillet. Pour la période 1991-2020, la température moyenne annuelle observée sur la station météorologique de Météo-France la plus proche, « Dauphin », dans la commune de Dauphin à 9 km à vol d'oiseau, est de 12,6 °C et le cumul annuel moyen de précipitations est de 693,2 mm. 
La température maximale relevée sur cette station est de 42,1 °C, atteinte le 28 juin 2019 ; la température minimale est de −16,4 °C, atteinte le 7 février 2012,,.
Les paramètres climatiques de la commune ont été estimés pour le milieu du siècle (2041-2070) selon différents scénarios d'émission de gaz à effet de serre à partir des nouvelles projections climatiques de référence DRIAS-2020. Ils sont consultables sur un site dédié publié par Météo-France en novembre 2022.

### Risques naturels et technologiques
Aucune des 200 communes du département n'est en zone de risque sismique nul. Le canton de Reillanne auquel appartient Aubenas-les-Alpes est en zone 1b (risque faible) selon la classification déterministe de 1991, basée sur les séismes historiques, et en zone 3 (risque modéré) selon la classification probabiliste EC8 de 2011. La commune d’Aubenas-les-Alpes est également exposée à trois autres risques naturels :
- feu de forêt,
- mouvement de terrain : la commune est presque entièrement concernée par un aléa moyen à fort[12].

La commune d’Aubenas-les-Alpes n’est exposée à aucun des risques d’origine technologique recensés par la préfecture.
Aucun plan de prévention des risques naturels prévisibles (PPR) n’existe pour la commune et le Dicrim n’est pas non plus rédigé.

## Toponymie
La localité apparaît pour la première fois dans les textes au XIe siècle sous la forme de Albenassio. Selon le couple Fénié, le nom d’Aubenas dérive du thème oronymique *Al-b-, faisant référence à une hauteur. Charles Rostaing confirme le radical préceltique alba, au sens général de colline, place forte ou citadelle, augmenté des suffixes -enn et -ate. Pour sa part, Ernest Nègre préfère y voir l'anthroponyme romain Albinus, élargi par le suffixe -àte.
Le provençal aùbo 'peuplier blanc' n'est pas impliqué dans la formation du nom d'Aubenas.
La commune change de nom pour Aubenas-les-Alpes en 1934.
Aubenàs deis Aups en occitan.

## Histoire
Le territoire de la commune d'Aubenas est fréquenté par les hommes au Paléolithique moyen, mais c'est surtout au Néolithique que le secteur connait une forte activité humaine. En effet, la qualité du silex affleurant dans la vallée du Largue permet le débitage de grandes lames. Débitées à la pression au levier (Renault 1998), ces supports ont été produits en grand nombre, et plusieurs de ces ateliers sont connus dans la commune. Ces lames ont été diffusées sur une vaste aire géographique. La densité de l’occupation néolithique dans la vallée du Largue a été reconnue dès le début du XXe siècle. En 1906, M. Deydier mentionne l’existence de nombreuses carrières de silex néolithiques qui se développent sur des centaines d’hectares sur les communes de Saint-Michel-l’Observatoire, de Vachères et d’Aubenas-les-Alpes (Deydier 1905 – 1907 et 1908). L’inventaire des stations néolithiques et protohistoriques de V. Cotte, paru en 1924, recense 12 sites sur le territoire d’Aubenas-les-Alpes (Cotte 1924).
Aucun indice d'occupation remontant aux âges des métaux n'est connu.

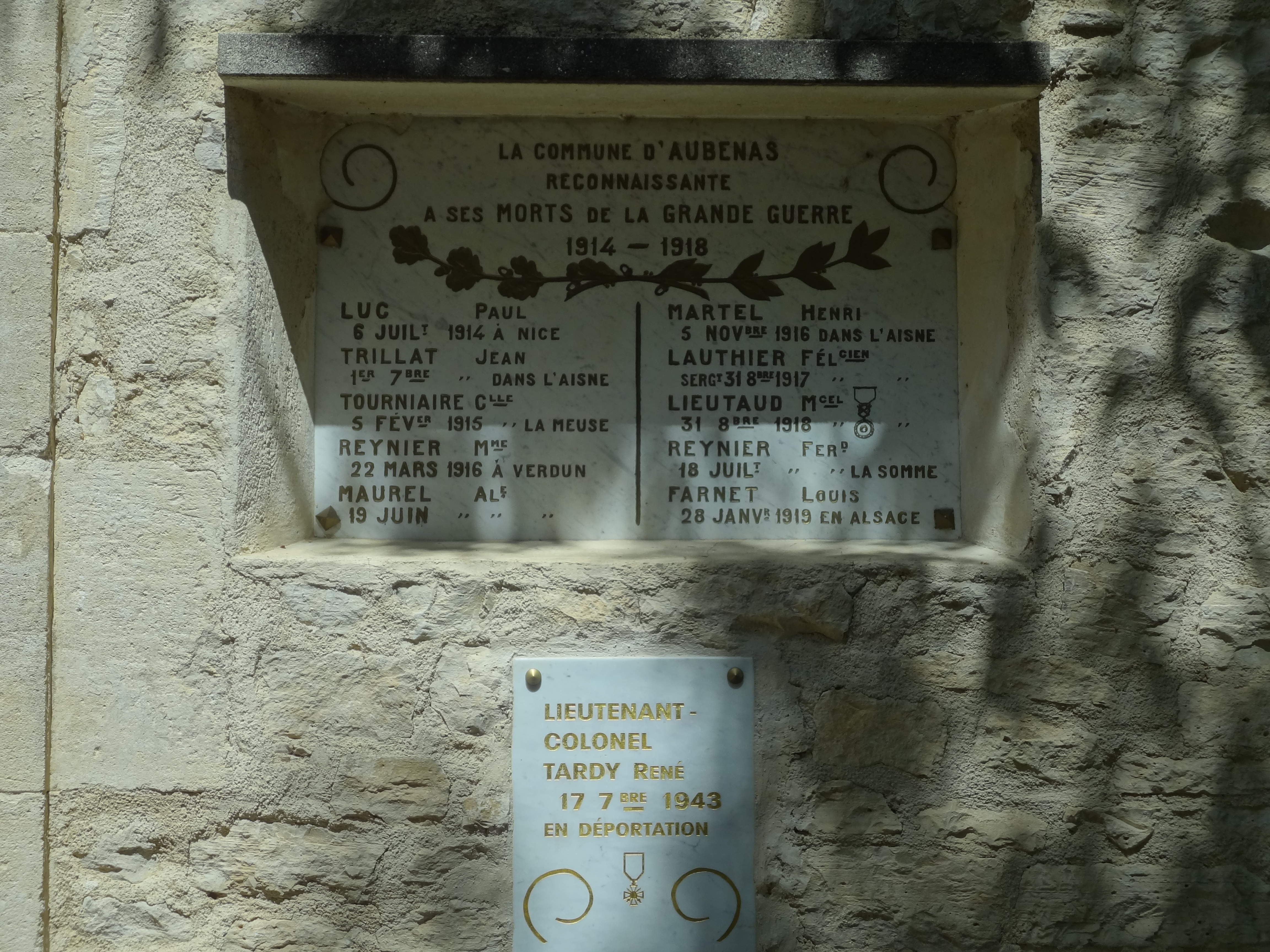
Plaque monument aux morts d'Aubenas, sur la façade de l'église (face à l'entrée de la mairie). Elle a la particularité de porter les noms d’un soldat mort un mois avant la déclaration de guerre, et d’un soldat mort plus de deux mois après la cessation des hostilités.

En plusieurs points de la commune, des tegulae, de la céramique commune voire de la sigillée attestent d'une occupation à l'époque gallo-romaine. Dans l’Antiquité, le territoire d’Aubenas fait partie de celui des Sogiontiques (Sogiontii), dont le territoire s’étend du sud des Baronnies à la Durance. Les Sogiontiques sont fédérés aux Voconces, et après la conquête romaine, ils sont rattachés avec eux à la province romaine de Narbonnaise. Au IIe siècle, ils sont détachés des Voconces et forment une civitas distincte, avec pour capitale Segustero (Sisteron).
Alors que le sud-est de la Gaule était une terre burgonde, le roi des Ostrogoths Théodoric le Grand fait la conquête de la région entre la Durance, le Rhône et l’Isère en 510. La commune dépend donc brièvement à nouveau de l’Italie, jusqu’en 526. En effet, pour se réconcilier avec le roi burgonde Gondemar III, la régente ostrogothe Amalasonthe lui rend ce territoire.
Appelé Albenacum, ou Castrum de Albenis au Moyen Âge, on sait peu de chose sur l'histoire du fief d'Aubenas et de son arrière-fief d'Aiguebelle. Le bourg actuel est une relique d'une agglomération qui couronnait l'ensemble de la colline autour du château. La communauté d’Aubenas relevait de la viguerie de Forcalquier. Un prieuré de bénédictins était établi au lieu-dit Saint-Jean.
La mort de la reine Jeanne Ire ouvre une crise de succession à la tête du comté de Provence, les villes de l’Union d'Aix (1382-1387) soutenant Charles de Duras contre Louis Ier d'Anjou. Un des co-seigneur d’Aubenas, Guyon de Lincel, se rallie aux Angevins en 1385, après la mort de Louis Ier.
Les vallées du Largue et de l'Aiguebelle faisaient fonctionner plusieurs moulins. Aujourd'hui, une dizaine de moulins existent encore.
Comme de nombreuses communes du département, Aubenas se dote d’une école bien avant les lois Ferry : en 1863, elle en possède déjà une qui dispense une instruction primaire aux garçons, au chef-lieu. Aucune instruction n’est donnée aux filles : ni la loi Falloux (1851), qui impose l’ouverture d’une école de filles aux communes de plus de 800 habitants, ni la première loi Duruy (1867), qui abaisse ce seuil à 500 habitants, ne concernent Aubenas
. Ce n’est qu’avec les lois Ferry que les filles de la commune sont régulièrement scolarisées.
Au XXe siècle, la culture de la lavande s’implante et une distillerie est créée . Parallèlement, la culture de la vigne, destinée à la production d’un vin réservé à l’autoconsommation, est progressivement abandonnée.

### Héraldique

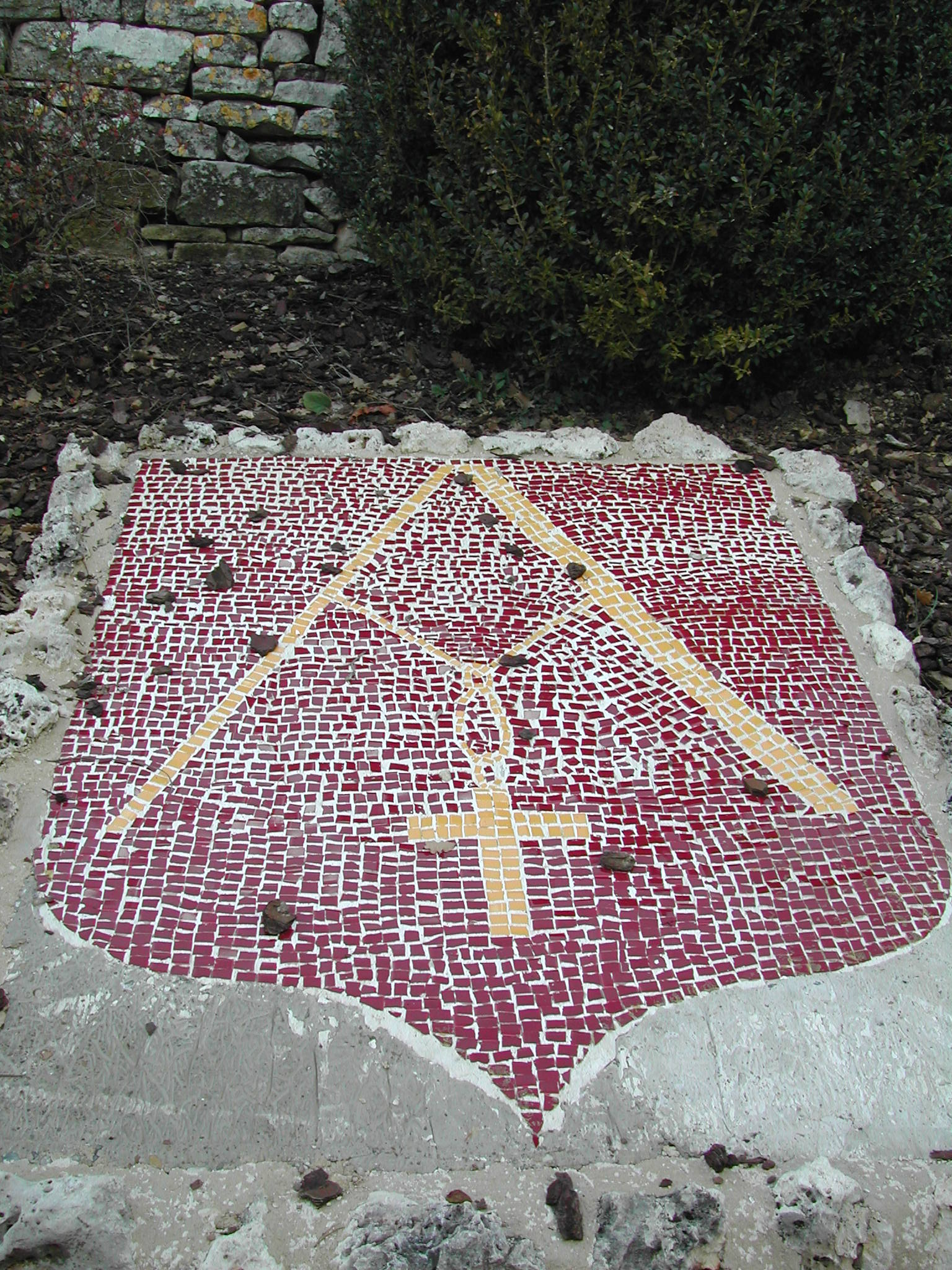
Mosaïque des armes d'Aubenas-les-Alpes, devant le cimetière, le long de la route principale.

| Blason de Aubenas-les-Alpes | Blason  | De gueules à la lettre A capitale d'or de la traverse de laquelle pend une croix attachée à un anneau du même.            |
| Blason de Aubenas-les-Alpes | Détails | Armes parlantes. La lettre A capitale est l'initiale du nom de la ville. Le statut officiel du blason reste à déterminer. |

## Politique et administration

### Liste des maires
| Période                                  | Période  | Identité          | Étiquette | Qualité   |
| ---------------------------------------- | -------- | ----------------- | --------- | --------- |
| Les données manquantes sont à compléter. |          |                   |           |           |
| Mai 1945                                 |          | Louis Laugier     |           |           |
| 1947                                     | 1965     | Roger Armand      |           |           |
| 1965                                     | 1977     | Louise Barthélémy |           |           |
| 1977                                     | 1995     | Pierre Minié      |           |           |
| Mars 1995                                | 2014     | Roland Petiet     | PS        |           |
| 2014                                     | 2022     | Brigitte Moya     | SE        | Comptable |
| 2022                                     | En cours | Sylvie Martelli   |           |           |

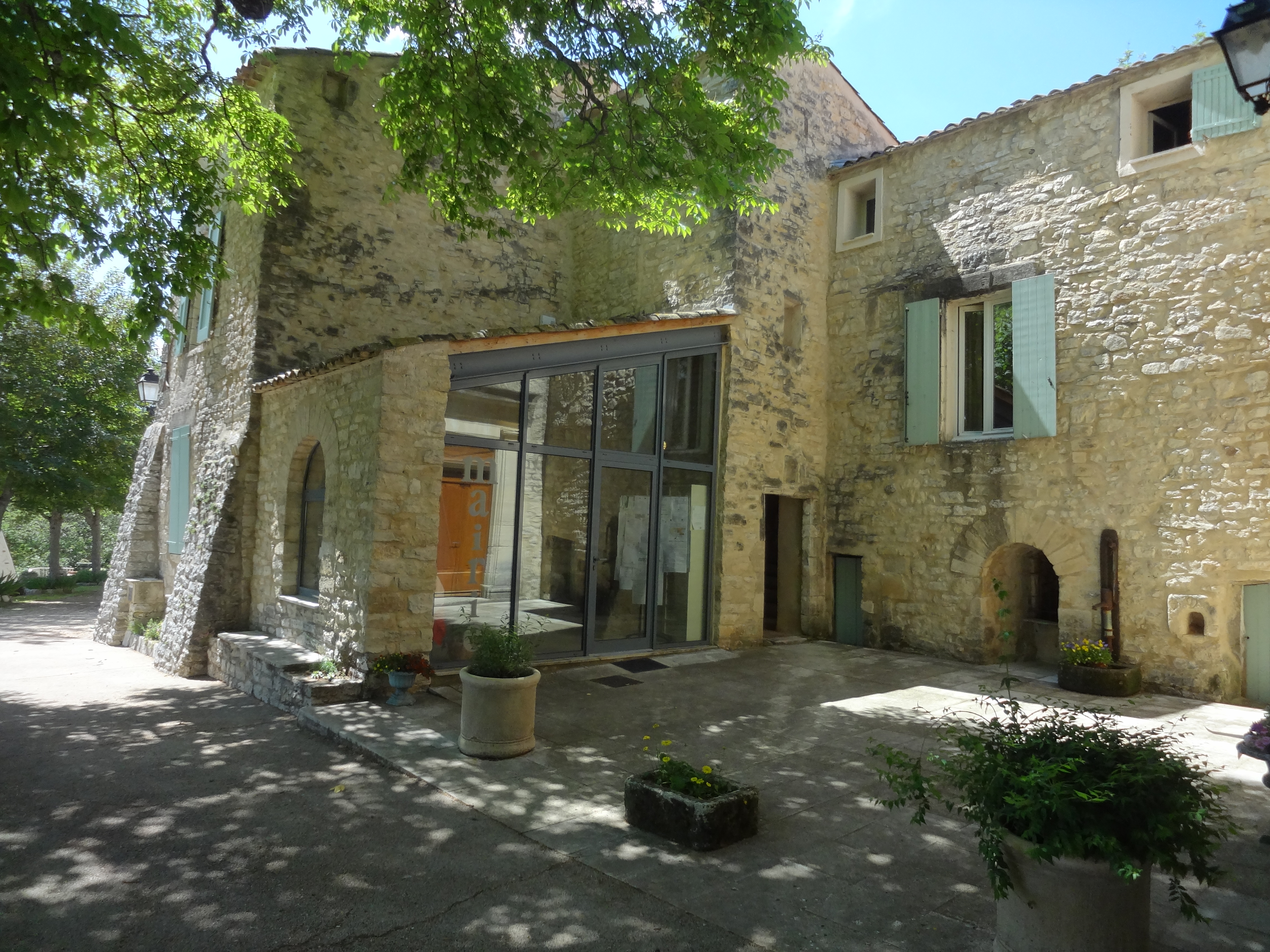
La mairie d'Aubenas qui est installée dans l'ancien presbytère.

La commune est incluse dans le secteur postal de Reillanne (04110).

### Intercommunalité
Aubenas-les-Alpes fait partie :
- de 1992 à 2017, de la communauté de communes de Haute-Provence ;
- depuis le 1er janvier 2017, de la communauté de communes Haute-Provence Pays de Banon.

## Urbanisme

### Typologie
Au 1er janvier 2024, Aubenas-les-Alpes est catégorisée commune rurale à habitat très dispersé, selon la nouvelle grille communale de densité à 7 niveaux définie par l'Insee en 2022.
Elle est située hors unité urbaine et hors attraction des villes,.

### Occupation des sols
L'occupation des sols de la commune, telle qu'elle ressort de la base de données européenne d’occupation biophysique des sols Corine Land Cover (CLC), est marquée par l'importance des forêts et milieux semi-naturels (57,5 % en 2018), une proportion identique à celle de 1990 (57,5 %). La répartition détaillée en 2018 est la suivante : 
milieux à végétation arbustive et/ou herbacée (36,7 %), prairies (21,1 %), forêts (20,8 %), zones agricoles hétérogènes (15,7 %), terres arables (5,7 %).
L'évolution de l’occupation des sols de la commune et de ses infrastructures peut être observée sur les différentes représentations cartographiques du territoire : la carte de Cassini (XVIIIe siècle), la carte d'état-major (1820-1866) et les cartes ou photos aériennes de l'IGN pour la période actuelle (1950 à aujourd'hui).

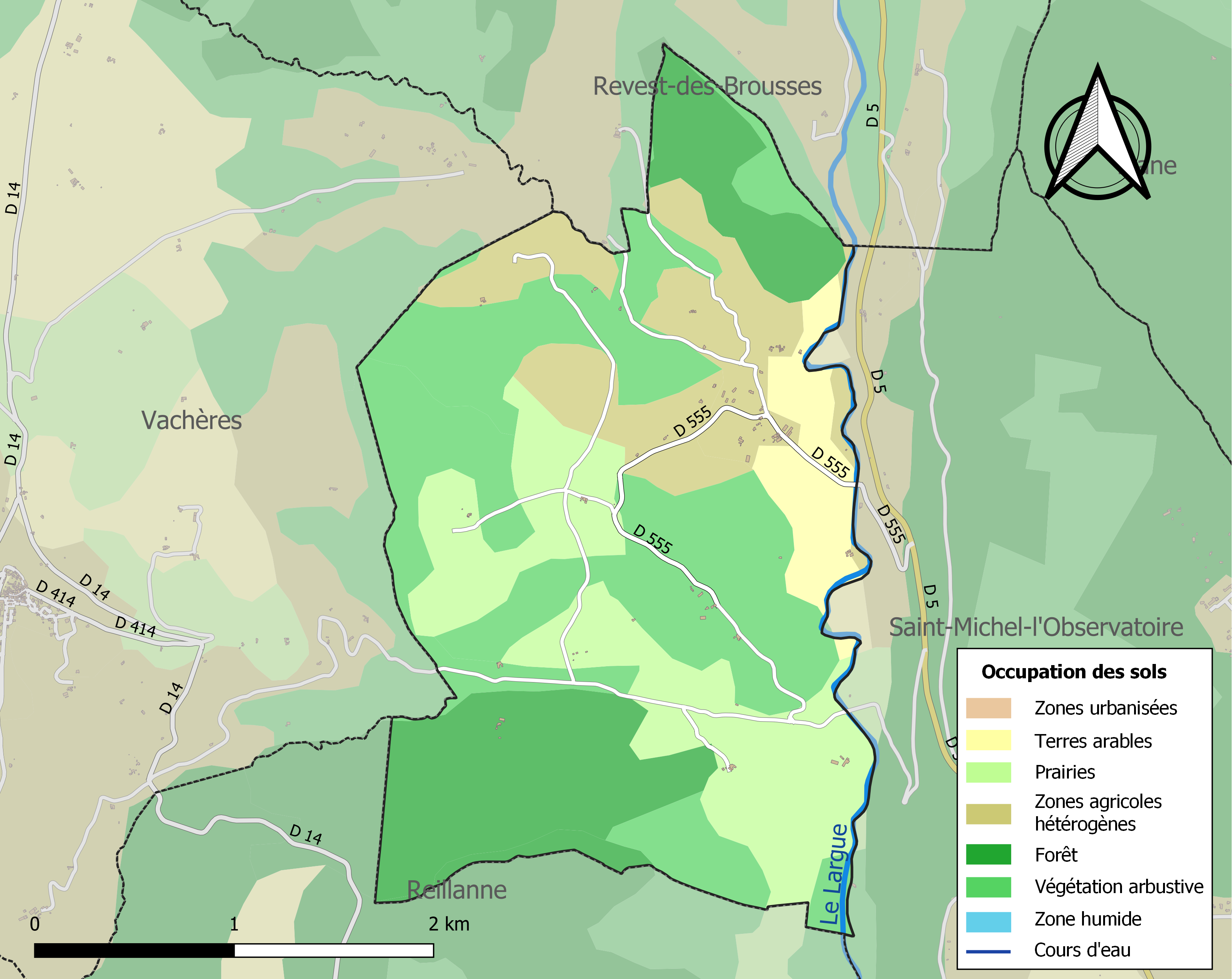
Carte de l'occupation des sols de la commune en 2018 (CLC).

### Budget et fiscalité
| Taxe                                        | Part communale | Part intercommunale | Part départementale | Part régionale |
| ------------------------------------------- | -------------- | ------------------- | ------------------- | -------------- |
| Taxe d'habitation                           | 5,00 %         | 30,30 %             | 5,53 %              | 0,00 %         |
| Taxe foncière sur les propriétés bâties     | 4,30 %         | 8,94 %              | 14,49 %             | 2,36 %         |
| Taxe foncière sur les propriétés non bâties | 12,30 %        | 31,69 %             | 47,16 %             | 8,85 %         |
| Taxe professionnelle                        | 11,73 %        | 6,37 %              | 10,80 %             | 3,84 %         |

La taxe professionnelle est remplacée en 2010 par la cotisation foncière des entreprises portant sur la valeur locative des biens immobiliers et par la contribution sur la valeur ajoutée des entreprises (les deux formant la contribution économique territoriale).

## Population et société

### Démographie
Les habitants sont appelés les Albascecois.
L'évolution du nombre d'habitants est connue à travers les recensements de la population effectués dans la commune depuis 1765. Pour les communes de moins de 10 000 habitants, une enquête de recensement portant sur toute la population est réalisée tous les cinq ans, les populations de référence des années intermédiaires étant quant à elles estimées par interpolation ou extrapolation. Pour la commune, le premier recensement exhaustif entrant dans le cadre du nouveau dispositif a été réalisé en 2006.
En 2022, la commune comptait 85 habitants, en évolution de −15,84 % par rapport à 2016 (Alpes-de-Haute-Provence : +2,84 %, France hors Mayotte : +2,11 %).
| 1765 | 1793 | 1800 | 1806 | 1821 | 1831 | 1836 | 1841 | 1846 |
| ---- | ---- | ---- | ---- | ---- | ---- | ---- | ---- | ---- |
| 160  | 159  | 150  | 110  | 151  | 165  | 175  | 285  | 183  |

| 1851 | 1856 | 1861 | 1866 | 1872 | 1876 | 1881 | 1886 | 1891 |
| ---- | ---- | ---- | ---- | ---- | ---- | ---- | ---- | ---- |
| 181  | 168  | 168  | 179  | 165  | 161  | 150  | 137  | 129  |

| 1896 | 1901 | 1906 | 1911 | 1921 | 1926 | 1931 | 1936 | 1946 |
| ---- | ---- | ---- | ---- | ---- | ---- | ---- | ---- | ---- |
| 124  | 114  | 97   | 108  | 75   | 74   | 63   | 62   | 56   |

| 1954 | 1962 | 1968 | 1975 | 1982 | 1990 | 1999 | 2006 | 2011 |
| ---- | ---- | ---- | ---- | ---- | ---- | ---- | ---- | ---- |
| 54   | 44   | 38   | 50   | 59   | 51   | 62   | 92   | 104  |

| 2016 | 2021 | 2022 | - | - | - | - | - | - |
| ---- | ---- | ---- | - | - | - | - | - | - |
| 101  | 88   | 85   | - | - | - | - | - | - |

| 1315    | 1471     |
| ------- | -------- |
| 60 feux | inhabité |

L'histoire démographique d'Aubenas-les-Alpes, après l'abandon complet au XVe siècle et le long mouvement de croissance jusqu'au début du XIXe siècle, est marquée par une période d'« étale » où la population reste relativement stable à un niveau élevé. Cette période dure de 1831 à 1872. L'exode rural provoque ensuite un mouvement de recul démographique de longue durée. En 1921, la commune a perdu plus de la moitié de sa population par rapport au maximum historique de 1846 (1841 mis à part). Le mouvement de baisse se poursuit jusqu'aux années 1960. Depuis, la population a plus que doublé, parvenant à retrouver les niveaux proches de ceux du début du XXe siècle.

### Cultes
La paroisse est rattachée à un secteur pastoral de 14 paroisses, le secteur pastoral du Largue. Le culte est célébré alternativement dans les églises de ces quinze communes.

### Équipements
Le village dispose d’une salle des fêtes ainsi que d’une aire de jeux pour enfants située devant la mairie.
Depuis le 8 décembre 2018, une roulotte en bois construite par des bénévoles accueille des « Livres en Liberté ». Habitants et touristes de passage sont invités à trouver leur bonheur dans cette bibliothèque participative recensant plus de 300 ouvrages, chacun pouvant librement donner des livres, en emprunter ou en faire voyager en les emmenant avec soi. Depuis février 2019, de nombreux livres de ce dispositif qui mise sur la confiance, l’entraide et vise à créer du lien culturel, sont enregistrés sur le réseau Bookcrossing, qui permet de suivre leurs déplacements.

## Économie

### Aperçu général
En 2009, la population active s'élevait à 49 personnes, dont 4 chômeurs (11 fin 2011). Ces travailleurs sont majoritairement salariés (75 %) et travaillent majoritairement hors de la commune (68 %).
En 2011, l’agriculture maintient deux emplois salariés, sur 4 établissements. Le secteur secondaire n’est représenté que par une seule entreprise. Enfin, les 16 autres établissements de la commune recensés par l’Insee appartiennent au secteur tertiaire.

### Agriculture

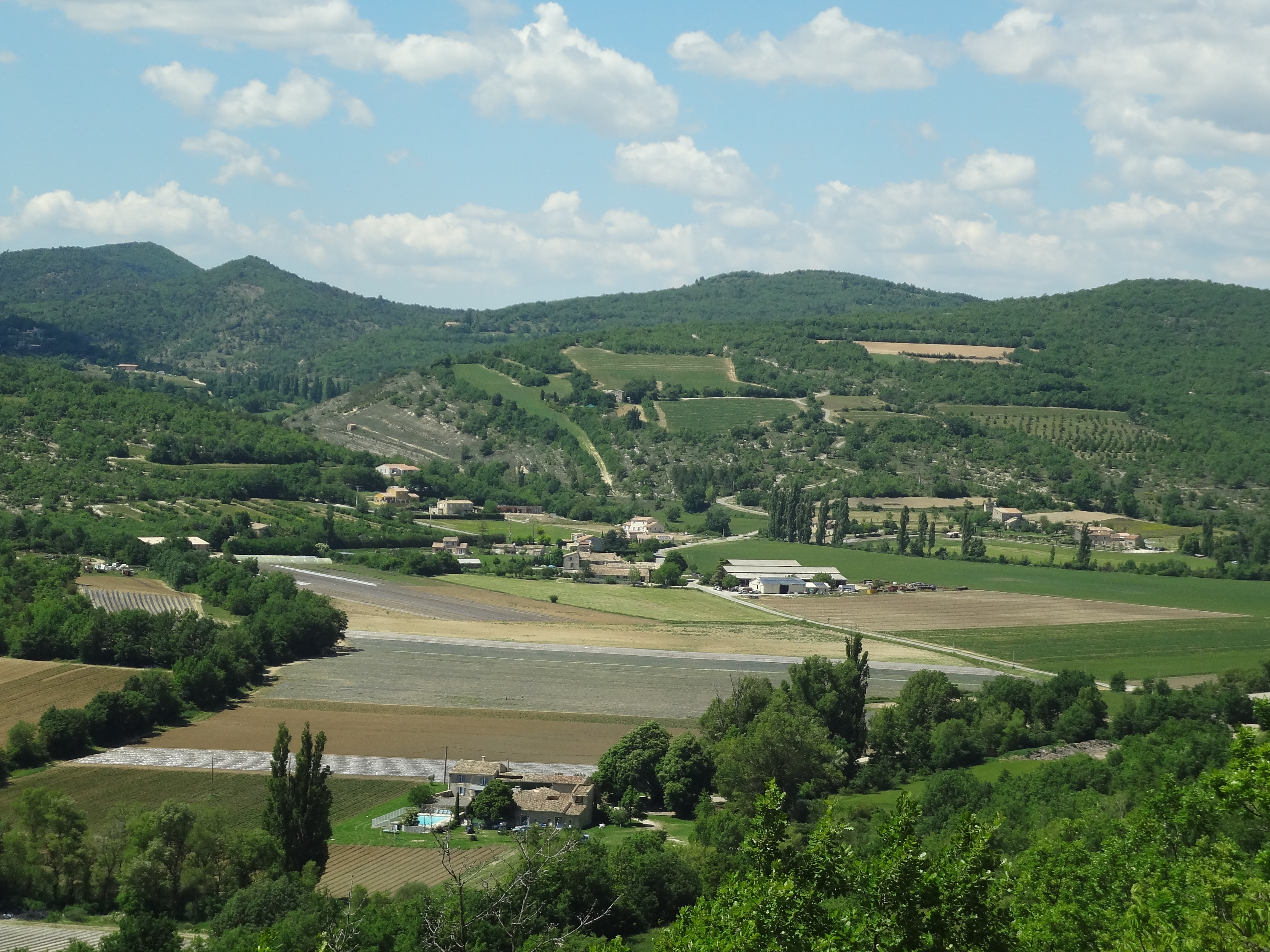
Les cultures se concentrent dans la vallée et occupent également quelques pentes des collines.

Fin 2010, le secteur primaire (agriculture, sylviculture, pêche) comptait 4 établissements au sens de l’Insee.
De 1988 à 2000, le nombre des exploitations agricoles décroît, passant de 8 à 5. La surface agricole utile (SAU) suit le même mouvement, passant de 338 à 257 ha. Mais la déprise agricole semble stoppée : le nombre d’exploitations, selon l’enquête Agreste du ministère de l’Agriculture, est resté stable dans les années 2000, à 5, uniquement des exploitations de grandes cultures. De manière complémentaire, la surface agricole utilisée a augmenté d’un tiers pour passer à 350 ha, soit plus qu’en 1988, consacrés en totalité aux grandes cultures.
La commune est située dans le périmètre de production de l’huile d'olive de Provence AOC, mais aucune exploitation ne s’est spécialisée dans cette production dans la commune.

### Industrie
Fin 2010, le secteur secondaire (industrie et construction) comptait 1 établissement, sans effectif salarié.

### Activités de service
Fin 2010, le secteur tertiaire (commerces, service) comptait 10 établissements (avec 1 emploi salarié), auxquels s'ajoutent six établissements administratifs (salariant une personne).
D'après l'Observatoire départemental du tourisme, la fonction touristique est importante pour la commune, avec entre 1 et 5 touristes accueillis pour un habitant. Les capacités d'hébergement de la commune consistent en :
- des meublés[54] ;
- des chambres d’hôtes[55] ;
- des résidences secondaires au nombre de 23, soit un tiers des logements de la commune.

## Culture locale et patrimoine

### Lieux et monuments

#### Architecture civile

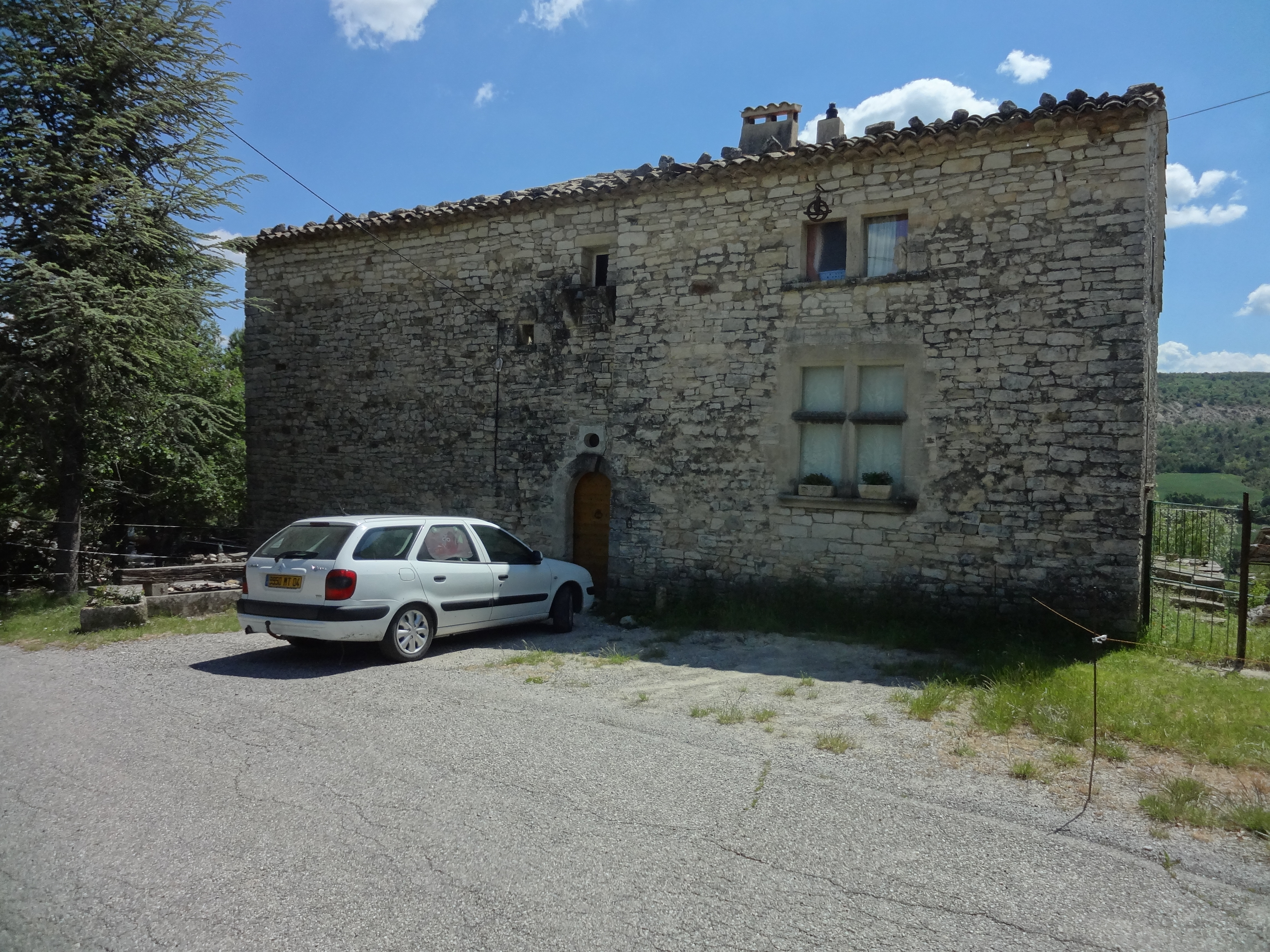
Le Vicaire, lieu-dit (ou campagne, hameau).

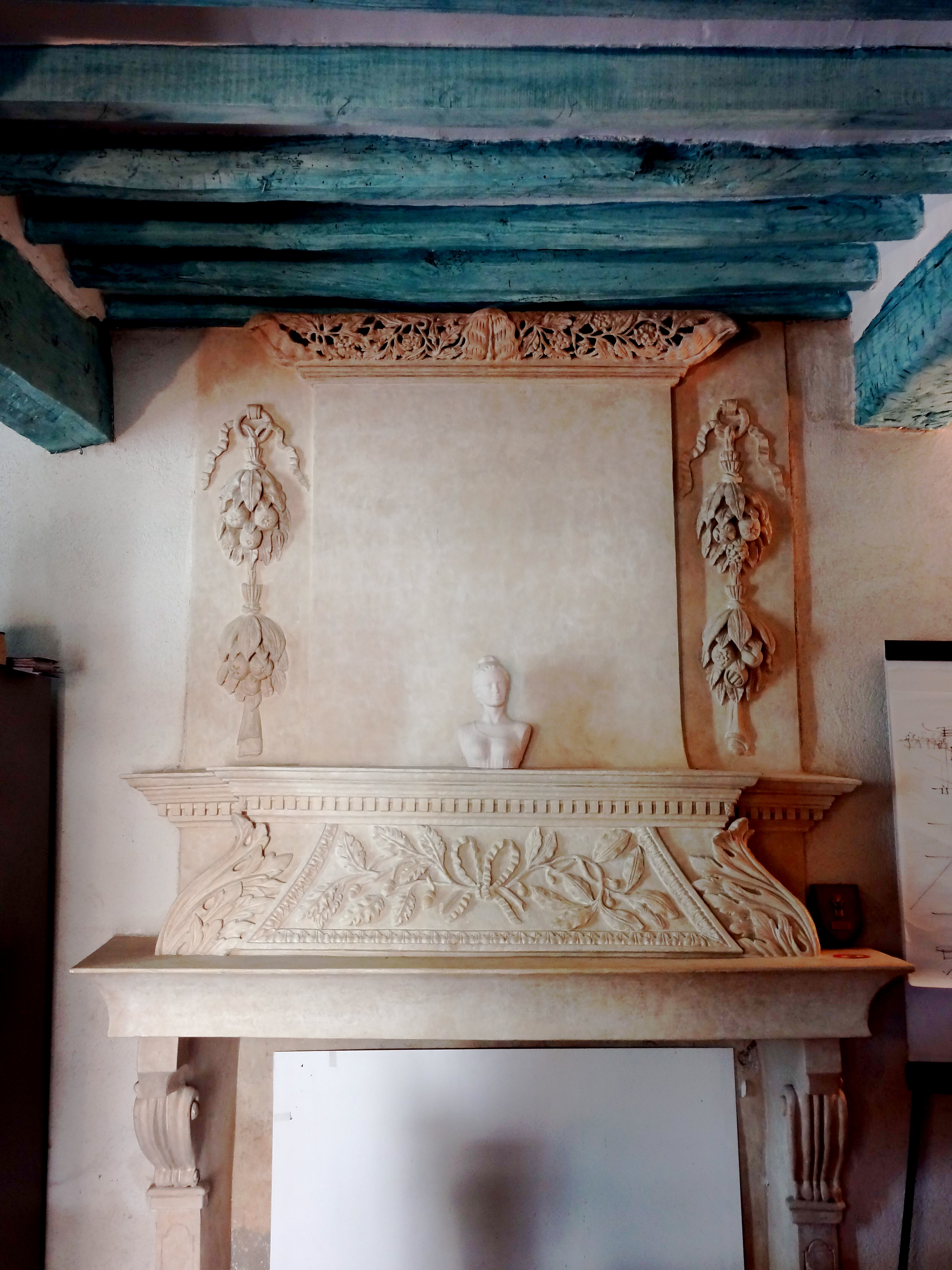
Cheminée de gypserie de l'ancien presbytère (mairie actuelle).

Le château date de la fin du XVIe siècle sur des fondations du XIe siècle[réf. nécessaire]. Les voûtes des étages inférieurs sont du XIIIe siècle . Sur plan rectangulaire, il n’a conservé qu’une seule tour . Il a été restauré il y a peu. Au lieu-dit le Vicaire, se trouve une maison aujourd'hui isolée en contrebas du bourg, et autrefois dans l'agglomération, est une belle bâtisse du XVIe siècle avec fenêtres à meneaux.[réf. nécessaire]
La mairie, installée dans le presbytère, contient une cheminée remarquable en gypserie du XVIIIe siècle, de petite taille ; c’est un cas assez rare de manteau de cheminée en gypserie dans une demeure roturière.
Au cours du XIXe siècle, plusieurs moulins à aubes étaient en activité sur les rives du Largue et de l'Aiguebelle. On peut encore voir leurs bassins de retenue et leurs biefs (Le Paraire, le moulin de la Combe, le moulin Brun, Le moulin Bas, le moulin du Plan).
Il se trouve encore à Aubenas un pigeonnier en forme de tour, au Moulin (? - Auquel).
Au hameau du Paraire, plusieurs maisons "Renaissance" possèdent encore leurs fenêtres à meneaux et linteaux.

#### Art religieux
L'église de l’Assomption de la Vierge, et le presbytère sur la place ombragée par des marronniers centenaires, sont les derniers vestiges du village médiéval. L'église est en partie romane et reconstruite en partie au XVIIe siècle. Son clocher à arcades date du Moyen Âge (XIIIe siècle ). Des peintures murales du début du XVIIIe siècle ont été récemment dégagées dans la nef et restaurées.

Ornements de l’église de l’Assomption.
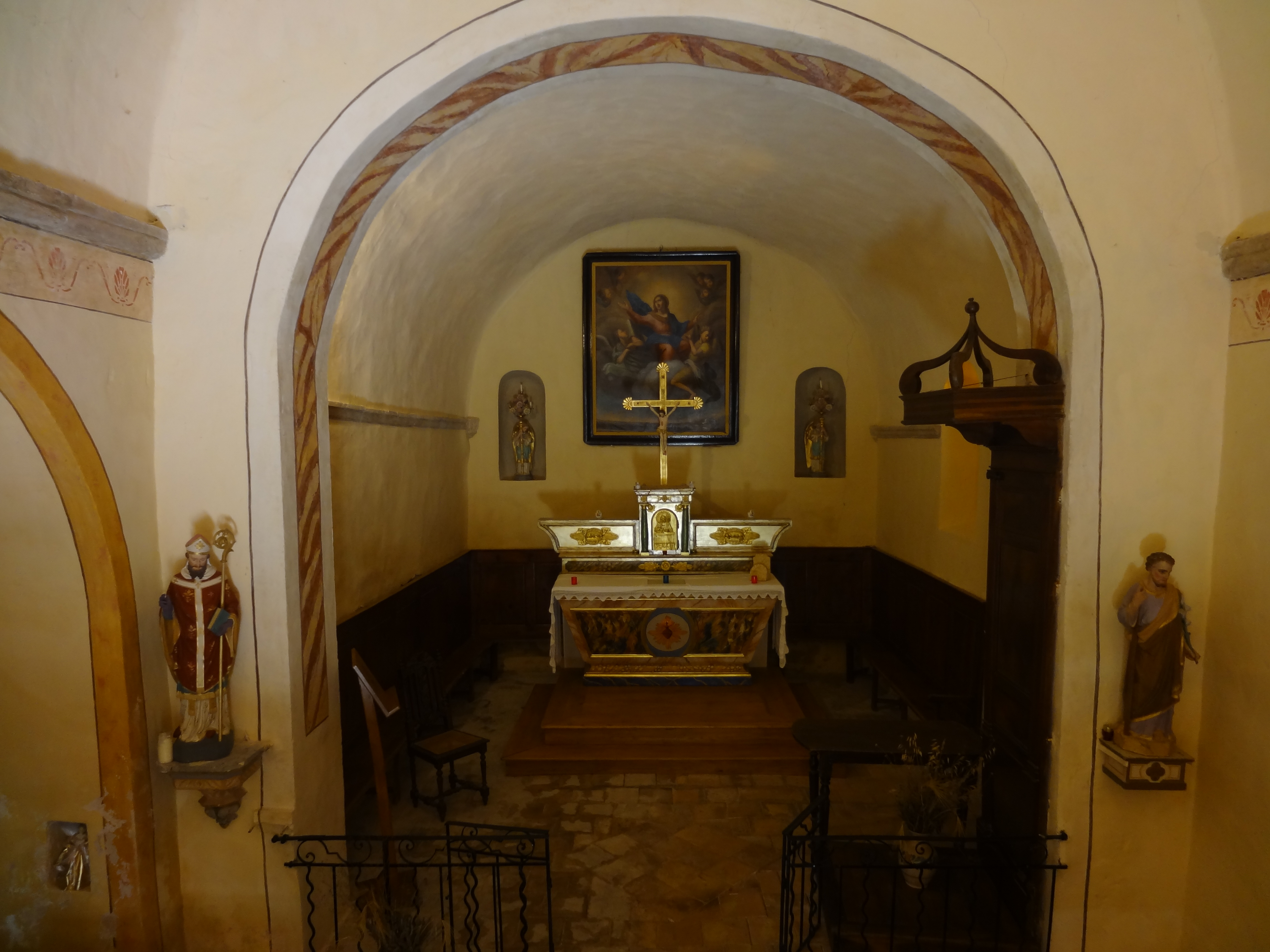
Le chœur est orné d'un autel XIXe et d'un tableau représentant l'Assomption de la Vierge.
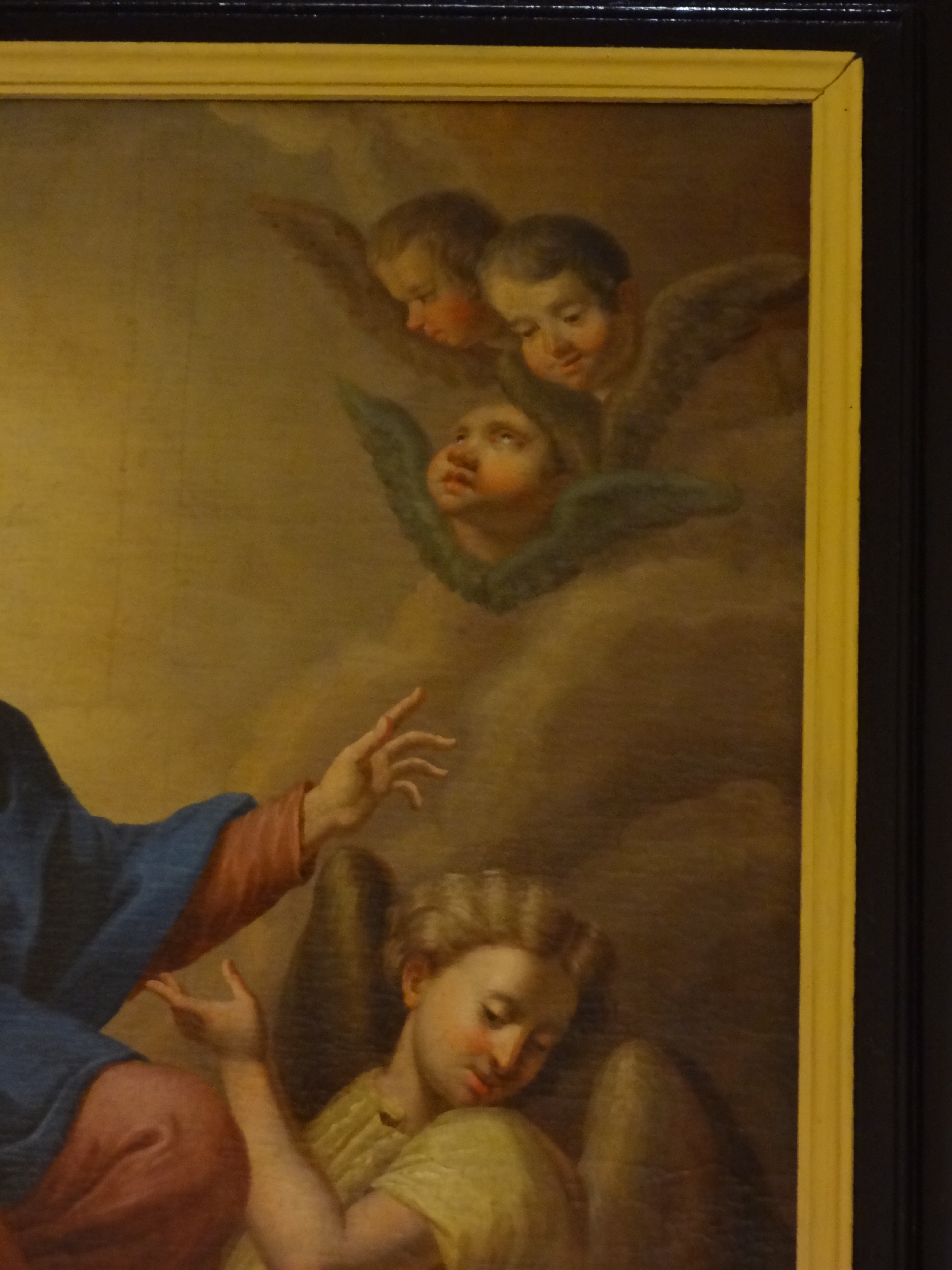
Détail du tableau de l'Assomption de la Vierge, dans le chœur : les visages sont les mêmes que ceux de la fresque de l'autel de la Vierge de la même église. Un peintre facétieux a doté un des angelots d'un nez d'ivrogne.
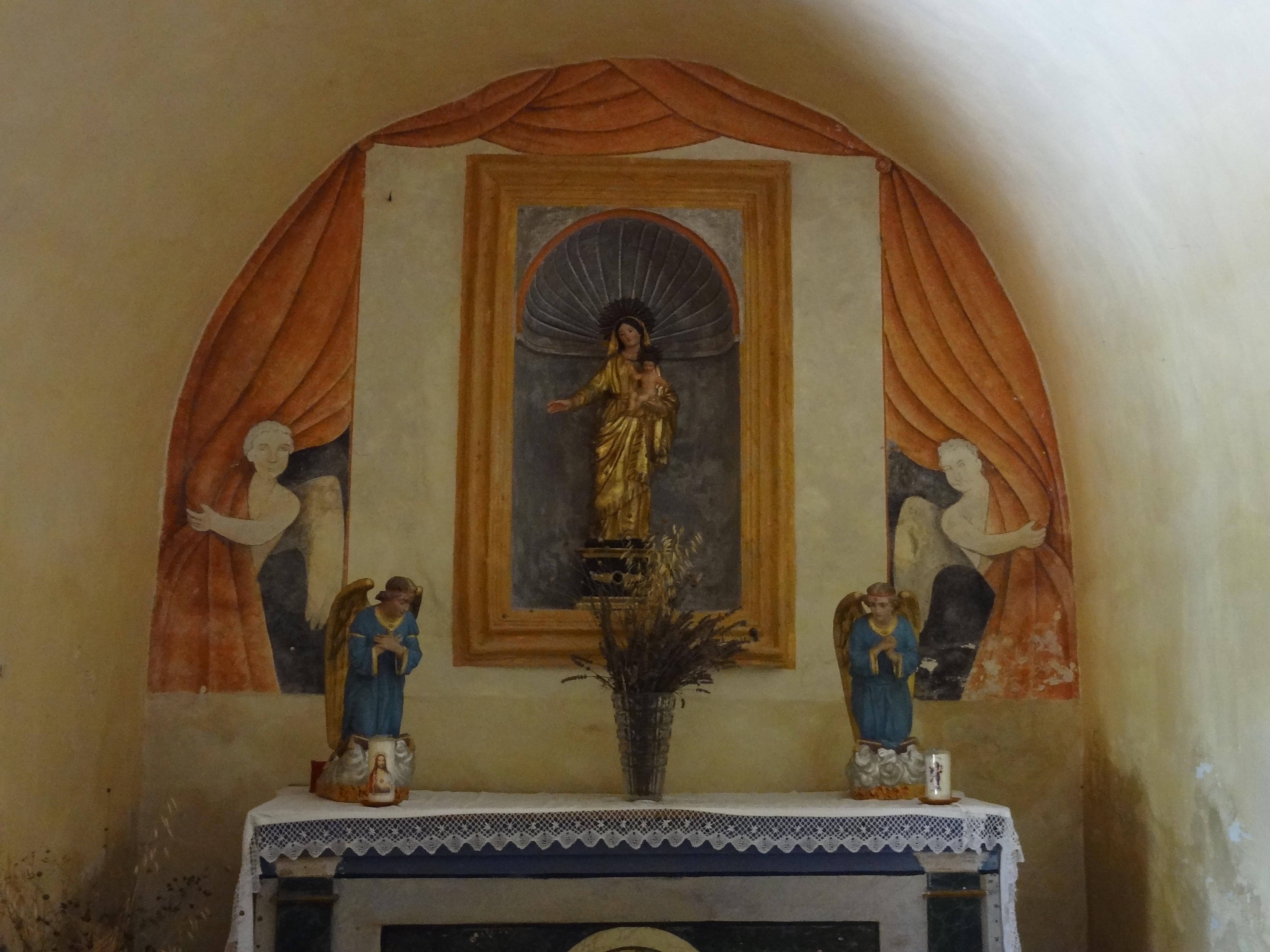
Chapelle de la Vierge.
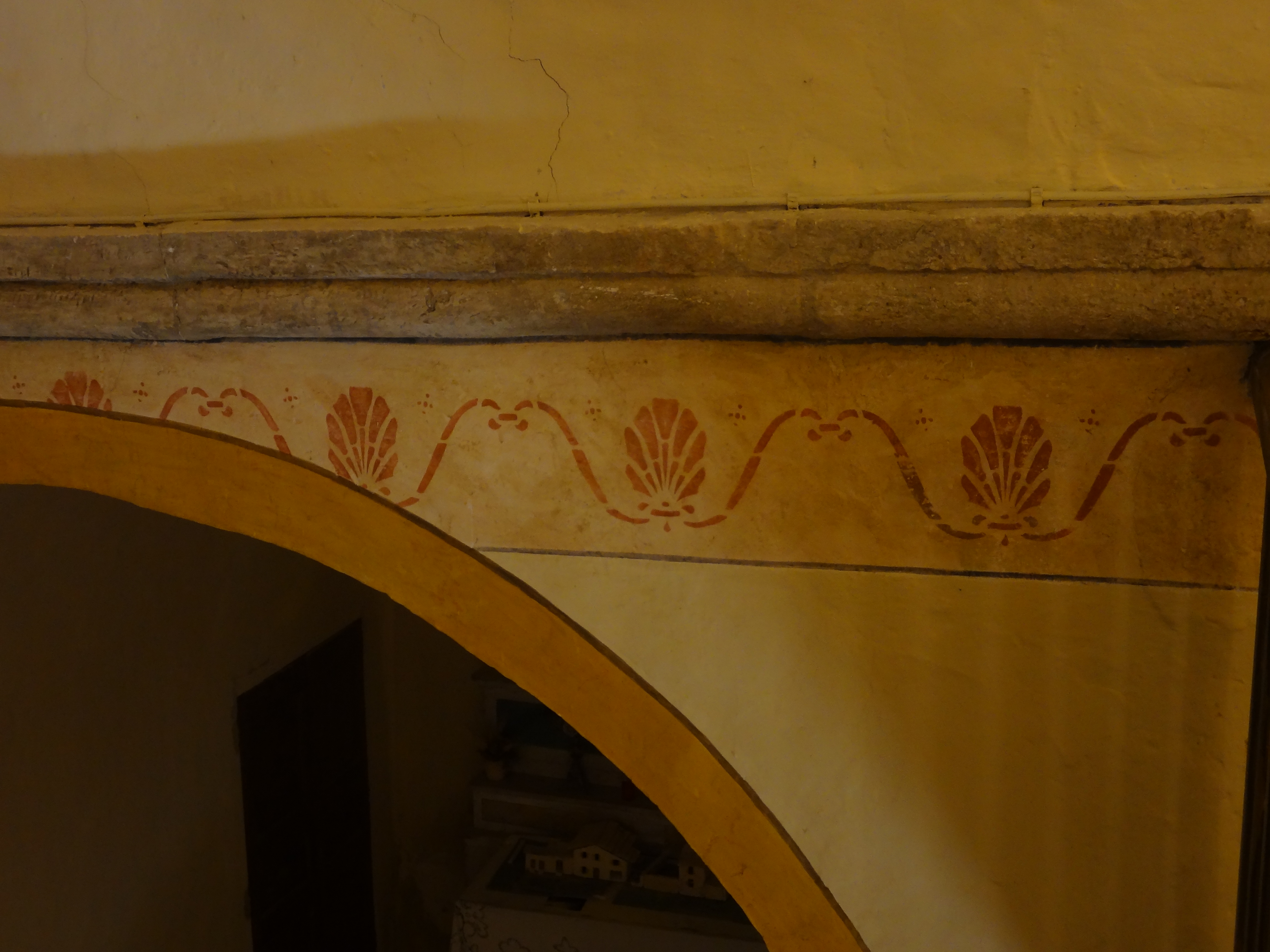
La frise ancienne évoque le pèlerinage à Saint-Jacques-de-Compostelle.
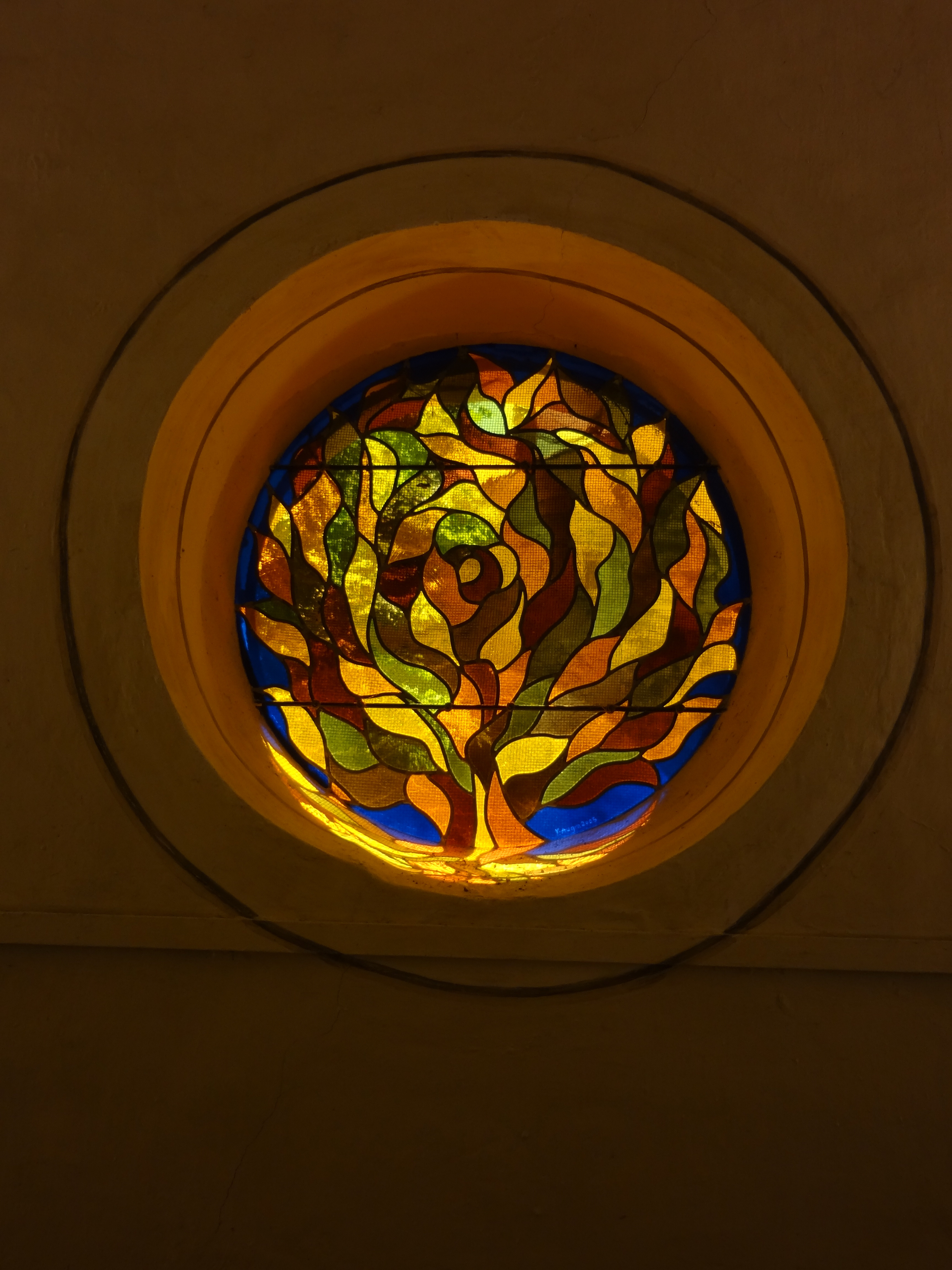
Vitrail moderne.